# Federação de Futebol do Estado do Acre
De Federação de Futebol do Estado do Acre (Nederlands: Voetbalfederatie van de staat Acre), of kortweg Federação de Futebol do Acre, werd opgericht op 24 januari 1947 en organiseert voetbalcompetities voor de staat Acre. De federatie vertegenwoordigt de voetbalclubs bij de overkoepelende CBF. De Campeonato Acreano wordt door de federatie georganiseerd.